# Devoir de moralité
 (septembre 2015).
 (septembre 2019).
Le devoir de moralité est une obligation déontologique des fonctionnaires français. Cette obligation de bonne moralité consiste notamment en l'interdiction, pour le fonctionnaire, de choquer par son attitude ou de porter atteinte à la dignité de la fonction publique